# Federico Cocuzza
Federico Cocuzza, di un ramo cadetto dei baroni di Canalazzi e San Lio (Monterosso Almo, 12 febbraio 1860, secondo alcune fonti 11 febbraio 1860 – Napoli, 2 ottobre 1926), è stato un imprenditore e politico italiano.